# Síndrome cérvico-braquial
El síndrome cérvico-braquial es un cuadro clínico con síntomas dolorosos desencadenado por sobrecarga de peso o el empleo de un esfuerzo físico intenso y súbito, provocando que se compriman en espacios ajustados los tejidos blandos de la columna cervical e hiperextensión del músculo escaleno o luxación de articulaciones vecinas.

## Fisiopatología
La compresión y limitación del espacio anatómico de vasos sanguíneos, nervios, músculos, ligamentos y articulaciones aumenta la sensibilidad y susceptibilidad al estrés causando dolor, localizado por lo general en el hombro pero con frecuencia se irradia por la extremidad superior de un lado o de ambos.

## Causas
Puede ser debido a un solo proceso patológico o a varios factores:
- Inflamación
- Distrofia simpática refleja, ocasionada por la alteración de la vía o los componentes del sistema nervioso simpático o vegetativo.
- Circunstancias, como ciertos trabajos que requieran tanto inmovilidad, como posiciones forzadas y movimientos repetitivos.[1]
- Lesión, directa o indirecta de los músculos escalenos

## Síntomas
Por lo general, el dolor es de aparición nocturna, se agrava con los movimientos del hombro expresándose con pérdida de la fuerza y de sensibilidad, parestesia en las extremidades superiores de un lado o bilateral. El dolor se inicia en la parte lateral del cuello y comienza a irradiarse por el hombro hasta alcanzar la muñeca, mano y dedos.
En ocasiones se pueden ver trastornos tróficos de la piel y uñas y puede sugerir el inicio de un trastorno reumatoide o reumática.

## Tratamiento
Antinflamatorios, estimulación muscular biomecánica y otras terapéuticas de puntos de dolor y maniobras quirúrgicas.